# Красулино (Шосткинский район)

Красулино (укр. Красулине) — село,
Ображиевский сельский совет,
Шосткинский район,
Сумская область,
Украина.
Код КОАТУУ — 5925385602. Население по данным 1988 года составляло 10 человек.
Село ликвидировано в 2007 году.

## Географическое положение
Село Красулино находится на правом берегу реки Шостка, выше по течению на расстоянии в 3,5 км расположен город Шостка, на противоположном берегу — село Богданка.
К селу примыкает лесной массив урочище Милютин Лес.

## История
- 2007 — село ликвидировано[1].